# Sequenza di Sturm
Si definisce sequenza di Sturm su un intervallo {\displaystyle (a,b)}, dove {\displaystyle a} e/o {\displaystyle b} possono essere infiniti, una sequenza di polinomi
{\displaystyle f_{1}(x),f_{2}(x)...f_{n}(x)}
tale che
- {\displaystyle f_{n}(x)} non si annulla mai su {\displaystyle (a,b)}
- Per ogni zero di {\displaystyle f_{k}(x)} con {\displaystyle k=2,3...n-1} si ha {\displaystyle f_{k-1}(x)f_{k+1}(x)<0}

Il nome deriva dal matematico Jacques Charles François Sturm.

## Teorema
Per {\displaystyle a<x<b} definiamo la funzione {\displaystyle V(x)} come il numero di volte che i termini della sequenza {\displaystyle f_{1}(x),f_{2}(x),...,f_{n}(x)} cambiano segno, ignorando gli zeri. Se {\displaystyle a} è finita
allora definiamo {\displaystyle V(a)} come {\displaystyle V(a+\varepsilon )} dove {\displaystyle \varepsilon } è tale che {\displaystyle f_{i}(x)\neq 0} per {\displaystyle i=1,2...n} e per ogni {\displaystyle x\in (a,a+\varepsilon )} e definiamo analogamente {\displaystyle V(b)}.
Se {\displaystyle a=-\infty } allora definiamo {\displaystyle V(a)} come il numero di volte che i termini della sequenza {\displaystyle \left\{\lim _{x\rightarrow -\infty }f_{i}(x)\right\}} cambiano segno, e analogamente definiamo {\displaystyle V(b)}.
È possibile esprimere il teorema:
Sia {\displaystyle \left\{f_{i}(x)\right\}_{i=1,2...n}} una sequenza di Sturm sull'intervallo {\displaystyle (a,b)} allora se
né {\displaystyle f_{1}(a)} e né {\displaystyle f_{1}(b)} è uguale a zero,
{\displaystyle I_{a}^{b}{\frac {f_{2}(x)}{f_{1}(x)}}=V(a)-V(b)}
dove si è usato l'indice di Cauchy.

## Dimostrazione
Consideriamo {\displaystyle x} spostarsi sull'asse dei reali, il valore di {\displaystyle V(x)} non cambia quando {\displaystyle x} attraversa uno zero di {\displaystyle f_{k}(x)} con {\displaystyle k=2,3...n} a causa della seconda proprietà delle sequenze di Sturm, quindi {\displaystyle V(x)} cambia solo quando {\displaystyle x} attraversa uno zero di 
{\displaystyle f_{1}(x)}. Se {\displaystyle x_{0}} è uno zero di {\displaystyle f_{1}(x)} allora non è uno zero di {\displaystyle f_{2}(x)} sempre a causa della seconda proprietà, per cui {\displaystyle f_{2}(x)} ha lo stesso segno sia alla destra di {\displaystyle x_{0}} che alla sinistra.
Se {\displaystyle x_{0}} ha molteplicità pari allora {\displaystyle f_{1}(x)} non cambia di segno quando {\displaystyle x} attraversa {\displaystyle x_{0}} e di conseguenza {\displaystyle V(x)} non cambia, invece se {\displaystyle x_{0}} ha molteplicità dispari allora {\displaystyle V(x)} aumenta di 1 se {\displaystyle f_{1}(x)} e {\displaystyle f_{2}(x)} hanno lo stesso segno alla sinistra di {\displaystyle x_{0}}, viceversa {\displaystyle V(x)} diminuisce di 1 se {\displaystyle f_{1}(x)} e {\displaystyle f_{2}(x)} hanno segno opposto alla sinistra di {\displaystyle x_{0}}. In modo corrispondente per gli zeri con moltiplicità dispari l'indice di Cauchy riceve un contributo -1 se {\displaystyle f_{1}(x)} e {\displaystyle f_{2}(x)} hanno lo stesso segno alla sinistra di {\displaystyle x_{0}}, o un contributo +1 se {\displaystyle f_{1}(x)} e {\displaystyle f_{2}(x)} hanno segno opposto alla sinistra di {\displaystyle x_{0}}.